# 엘레메노피
엘레메노피 (LMNOP, Elemenophy, Lonie Jay, 본명: 문전호, 1983년 11월 7일 ~ )는 대한민국의 힙합 래퍼 겸 프로듀서이다. 과거 블록버스터 레코즈 소속이었으며 현재는 달과별 뮤직 소속이다.

## 초기
처음에 아웃사이더의 친구들로 구성되어있는 반쪽날개에 비정규 데뷔를 시작하고, 2003년 아웃사이더의 편지라는 노래로 이름을 알렸다. 2004년 아웃사이더의 Come Outside가 발매되었을 때에만 해도 그의 예명은 Lonie Jay였지만, 2009년 아웃사이더의 2집 Maestro에 피쳐링 했을 때에는 예명이 LMNOP로 등록되었다.

## 후기
그 후 One Nation의 수록곡 B-Busterz에도 참여하고, 블록버스터 레코즈 컴필레이션 앨범 Blockbusters, ZY의 싱글앨범 등에 참여하였다. 2010년 4월 EP앨범 《감성자극제》를 발매했다. 또한 같은 해인 2010년 중반에 거품샤워 싱글앨범을 발매했다. 2014년에는 KK와 NaShow (aka Diz'one)이 소속되어 있는 달과별 뮤직에 새 둥지를 틀었으며,이윽고 이 둘과 함께 KNL이라는 프로젝트 그룹을 결성하였다.

## 음반
- 2010년 4월 15일 《감성자극제 (Sensitive and Stimulus)》 - EP 음반
- 2010년 8월 12일 `거품샤워` - 싱글